# Anton Kogler (Politiker)

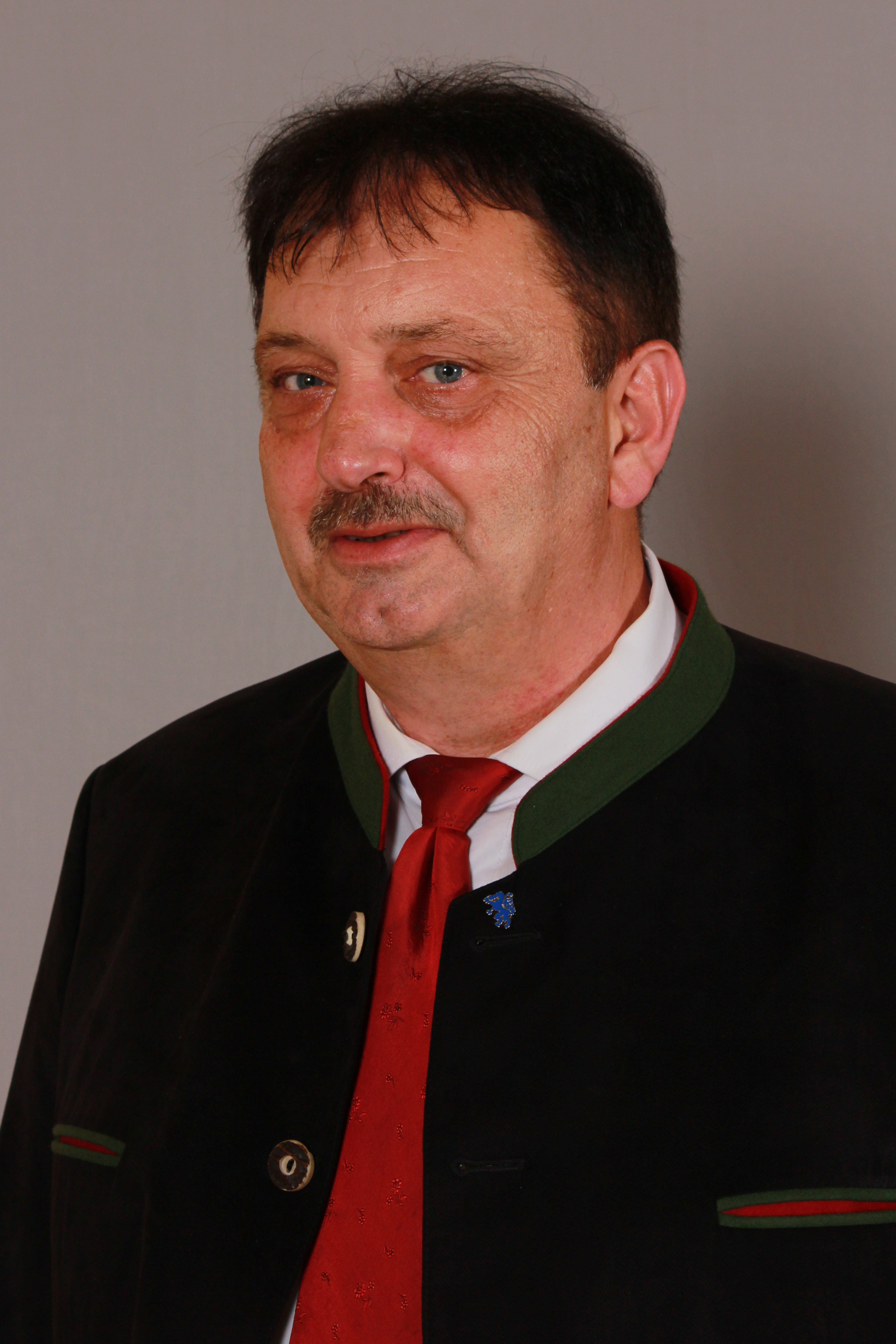
Anton Kogler, 2016

Anton Kogler (auch: Toni Kogler, * 25. April 1961 in  Schachen bei Vorau) ist ein österreichischer Politiker (FPÖ).

## Leben und Wirken
Er ist Inhaber eines Zeichenbüros und trat im Jahr 2000 der FPÖ bei. Seit 2000 ist Kogler Gemeinderat in seiner Heimatgemeinde Schachen bei Vorau, seit 2004 Hartberger Bezirksobmann der FPÖ Steiermark und seit 2007 auch Landesparteiobmannstellvertreter.
Ab 2010 war er Abgeordneter zum steirischen Landtag. Er war Bereichssprecher für Soziales, Agrarpolitik, Familie, Behinderte, Arbeit, Senioren und Konsumentenschutz. 2018 wurde er als Nachfolger von Fritz Probst steirischer FPÖ-Landesgeschäftsführer.
Nach dem Rücktritt von Mario Kunasek als Verteidigungsminister im Mai 2019 verzichtete Kogler auf sein Landtagsmandat, um Kunaseks Rückkehr in den Landtag zu ermöglichen.
Anton Kogler ist verheiratet und Vater von zwei Kindern.